# Zubrzyce

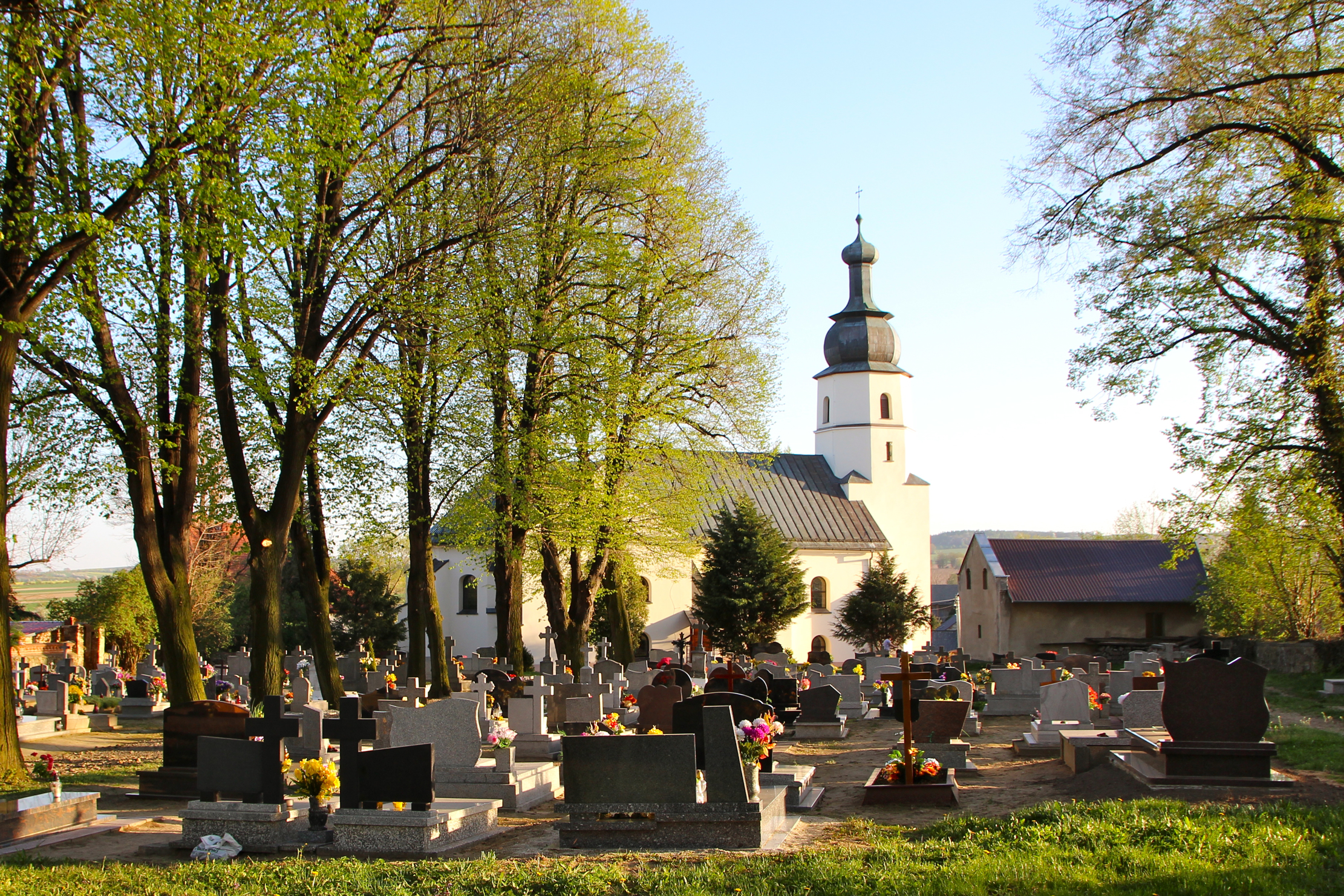
Kostel (2012)

Zubrzyce (dříve Żubrzyce, česky Zubřice, německy Sauerwitz) je ves v jižním Polsku, v Opolském vojvodství, v okrese Hlubčice, v gmině Hlubčice.

## Geografie
Ves leží v Opavské pahorkatině na řece Troji na úpatí jihovýchodní části Zlatohorské vrchoviny. 

## Historie
Mezi vesnicemi Zubrzyce a Lewice se nachází archeologické naleziště (dvě sousedící neolitické osady, které byly založeny na břehu říčky Troja), které archeologové datují do období kultury nálevkovitých pohárů staré až pět tisíc let.
V letech 1945–1954 byla ves Zubrzyce sídlem gminy Żubrzyce (resp. gminy Zubrzyce), která se skládala ze 6 gromad: Żubrzyce, Bliżczyce, Braciszkowice, Ciermęcice, Lewice, Zopowy.

## Příroda
Ves se nachází v přírodním parku (polsky obszar chronionego krajobrazu) Rajón Mokre - Lewice.

## Památky
- kostel svatých apoštolů Petra a Pavla z roku 1583

## Farnost
Na ulici Długa 80 v Zubrzycích je sídlo římskokatolické venkovské farnosti Svatých apoštolů Petra a Pavla.